# Guvernul Provizoriu Rus, 1917

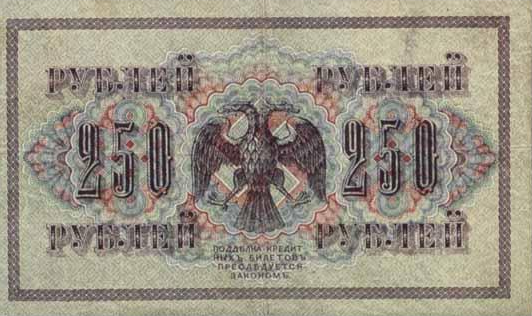
Bancnotă de 250 de ruble emisă de Guvernul Provizoriu Rus cu zvastică peste emblema Republicii Ruse

Guvernul provizoriu rus a fost format ca urmare a Revoluției din Februarie.
După abdicarea țarului din martie 1917, două instituții rivale, Duma și Sovietul din Petrograd, au intrat în compețiție pentru puterea guvernamentală. S-a ajuns la un compromis și s-a format un guvern provizoriu care avea să conducă țara până la alegerile pentru Adunarea Constituțională. Atunci când țarul Nicolae al II-lea a abdicat pe 15 martie iar fratele lui, Marele Duce Mihail, a refuzat tronul a doua zi, guvernul provizoriu a condus efectiv Rusia, dar puterea lui a fost mult limitată de autoritatea crescândă a Sovietului din Petrograd.
Guvernul a fost condus mai întâi de Prințul Gheorghi Evghenievici Lvov, iar mai apoi de socialistul Alexandr Kerenski.
Guvernul provizoriu nu a scos Rusia din luptele primului război mondial fapt care i-a scăzut popularitatea printre oamenii epuizați de război.
Kerenski, pentru a pune schimbările democratice pe o bază legală, a planificat pentru luna noiembrie 1917 alegeri generale prin care urmau să fie aleși membrii Adunării Constituționale. Aceasta urma să întocmească noua constituție a republicii ruse. Noua democrație rusă a fost însă înlocuită prin forță de către bolșevici, al căror program era în acel moment mult mai aproape de interesele populației în general decât era programul guvernului provizoriu, prin Revoluția din Octombrie .

### Primii-miniștri ai Guvernului Provizoriu
- prințul Gheorghi Evghenievici Lvov (23 martie - 21 iulie)
- Alexandr Kerenski (21 iulie - 8 noiembrie)